# Thomas M. Disch
Thomas Michael Disch (Des Moines, Iowa; 2 de febrero de 1940-Nueva York; 4 de julio de 2008), más conocido como Thomas M. Disch, fue un escritor estadounidense de ciencia ficción y poeta. Ha sido nominado para los premios Hugo y Nébula en multitud de ocasiones.

## Biografía
Disch nació en Des Moines, Iowa. Empezó a publicar en revistas de ciencia ficción en torno a los años 60 y su primera novela, Los genocidas, apareció en 1965. Enseguida se le reconoció como parte de la Nueva ola (New Wave), gracias a sus colaboraciones en New Worlds y otras publicaciones similares. Sus novelas mejor valoradas por la crítica en aquella época fueron Campo de concentración y 334. En los años 80 cambió la ciencia ficción por la novela de terror, firmando títulos como El ejecutivo, entre otros.
En 1999 ganó el premio Hugo para la mejor obra de no ficción por el ensayo The Dreams Our Stuff Is Made Of, así como el premio Locus. Entre sus otros trabajos de no ficción se pueden encontrar críticas de ópera y teatro para el The New York Times, The Nation y otros periódicos. Además, ha publicado numerosos libros de poesía.